# 2025 في سوريا
تحتوي هذه المقالة على أهم الأحداث التي شهدها سوريا في 2025م، إضافة إلى أهم الشخصيات السورية المولودة والمتوفية في هذه السنة.

## الحُكم
- الحكومة الانتقالية السورية
- احمد الشرع رئيس الجمهورية
- مرهف أبو قصرة وزير الدفاع
- أسعد الشيباني وزير الخارجية
- أنس خطاب وزير الداخلية

## الأحداث

### يناير
- 7 يناير/كانون الثاني - مطار دمشق الدولي يستأنف عمله لأول مرة بعد سقوط نظام الأسد.
- 10 يناير/كانون الثاني - أعلنت وزارة الصحة السورية أن 4 أشخاص توفوا وأصيب 16 آخرون الجمعة في حادث تدافع عند بوابة الجامع الأموي بالعاصمة دمشق.[1]

### مارس
- 6 آذار/ مارس 2025 - اشتباكات آذار 2025 في سوريا بين فلول نظام بشار الأسد وقوات الأمن السورية تركزت في منطقة الساحل السوري نتج عنها مقتل المئات منهم مدنيون.
- 10 آذار/ مارس 2025 - الحكومة السورية وقوات سوريا الديمقراطية توقعان اتفاقًا لدمج كل المؤسسات المدنية والعسكرية في شمال شرق سوريا في الحكومة الجديدة.
- 12 مارس 2025 قرار رئاسي رقم ٥ من الرئيس أحمد الشرع بتشكيل مجلس الأمن القومي.
- 12 مارس/أذار 2025 مقتلة العلويين في سوريا 2025.

### أبريل
- في 28–29 أبريل - مقتل الدروز السوريين عام 2025.

### يونيو
22 حزيران - تفجير انتحاري يستهدف كنيسة مار إلياس في حي الدويلعة بدمشق موقعًا 22 قتيلًا وعشرات المصابين.

## رياضة
ا

## كتب
ا

## أفلام
ا

## مسلسلات
ا

## موسيقى
ا

## العطلات
Source:
- 1 يناير – رأس السنة
- 21 مارس – عيد الأم
- 30 مارس–1 أبريل – عيد الفطر
- 17 أبريل – عيد الاستقلال
- 20 أبريل – عيد الفصح الغربي
- 20 أبريل – عيد الفصح الشرقي
- 1 مايو – عيد العمال
- 6 مايو – عيد الشهداء
- 6-9 يونيو – عيد الأضحى
- 26 يونيو – رأس السنة الهجرية
- 4 سبتمبر – عيد المولد النبوي
- 6 أكتوبر – عيد حرب تشرين التحريرية
- 8 ديسمبر – عيد الثورة
- 25 ديسمبر – عيد الميلاد المجيد

## وفـيات
- 6 يناير/كانون الثاني - سارية الرفاعي، دمشق، عالم مسلم وداعية سوري (77 سنة).[3]
- 14 يناير/كانون الثاني - ملك الحافظ، كاتبة وأديبة سورية (85 سنة).
- 17 يناير/كانون الثاني - فرحان بلبل، كاتب ومخرج مسرحي سوري (88 سنة).
- 19 يناير/كانون الثاني - بافي طيار، ممثل كوميدي سوري (67 سنة).
- 28 يناير/كانون الثاني - وهب رومية، باحث وأديب وناقد سوري (81 سنة).
- 9 فبراير/شباط - إنجي مراد، ممثلة سورية (32 سنة).
- 14 فبراير/شباط - هاني السعدي، كاتب وممثل سوري (80 سنة).
- 22 فبراير/شباط - مها بيرقدار، شاعرة ورسامة سورية لبنانية (77 سنة).
- 3 مارس/ آذار - قاسم الجاموس ("أبو وطن")، منشد الثورة السورية (36 سنة).
- 4 مارس/ آذار - صلاح كزارة، عالم لغوي لساني سوري (80 سنة).
- 11 مارس/ آذار - نور الدين اللباد، سياسي ودبلوماسي سوري (63 سنة).
- 13 مارس/ آذار - محمد نديم فاضل، عالم لغوي سوري (88 سنة).
- 8 أبريل/ نَيْسان - محمد خالد الخطيب، قيادي في الجيش السوري الحر.
- 15 أبريل/ نَيْسان - عبد العزيز المصري، مهندس نفط وجيوفيزيائي سوري (70 سنة).
- 15 أبريل/ نَيْسان - إلهام أبو السعود، أول وأقدم مؤلفة وملحنة سورية (94 سنة).
- 20 أبريل/ نَيْسان - نواف سلامة، رجل أعمال سوري روماني (59 سنة).
- 23 أبريل/ نَيْسان - صبحي عطري، إعلامي ومقدم برامج سوري (47 سنة).
- 27 أبريل/ نَيْسان - سعد الله آغا القلعة، سياسي ووزير سوري (75 سنة).
- 1 يونيو/ حزيران - علي بدوان، كاتب ومحلل سياسي فلسطيني سوري (66 سنة).

- 10 يوليو/ تمّوز - فواز كيلارجي، مخرج سوري (80 سنة).
- 13 يوليو/ تمّوز - عمار بكداش، سياسي واقتصادي سوري (71 سنة).
- 14 يوليو/ تمّوز - وليد مشوح، كاتب وشاعر وإعلامي سوري (81 سنة).